# JR東日本E351系電車
E351系電車（E351けいでんしゃ）は、東日本旅客鉄道（JR東日本）に在籍していた直流特急形車両である。

## 概要
中央本線系統の特急・急行列車に運用されていた183系・189系の置き換えと高速化のために開発された。
並行する中央高速バスに対抗するため、JR東日本では初となる制御付自然振り子装置を採用し、曲線区間でのスピードアップを可能とした。特急「スーパーあずさ」は全列車が当形式で運用され、最高速度は130km/h、新宿 - 松本間の最速列車は2時間25分で、山岳路線の列車でありながら表定速度は90km/hを超えていた。
製造は日本車輌製造・日立製作所が担当した。製造数は8・4両編成がそれぞれ5編成計60両に留まった。その後「あずさ」「かいじ」の全面置き換えは2001年に登場した非車体傾斜式車両であるE257系が担うこととなった。
当形式からJR東日本の新幹線を含む新製車両には、形式称号に「E」を冠することになった。「E」とは「EAST」の「E」であり、JR東日本所属車両を意味する。
デザインは剣持デザイン研究所が担当した。1994年通商産業省（現・経済産業省）グッドデザイン商品（現・日本産業デザイン振興会グッドデザイン賞）に選定された。
共同通信は振り子機構およびこの車両について「乗り心地が悪い」という乗客の声があること、車掌が酔って嘔吐した事例があるといったJR東日本幹部の匿名証言などを紹介しながら、これを「失敗作」であると報じている。

## 構造
最初に落成した2編成は量産先行車であり、当初は0番台（基本番台）を称したが、後に1000番台に改称され車両番号に1000を加えて区別された。1995年度に落成した3本は量産車で、車両番号は量産先行車の続番（3 - 5）が与えられた。量産先行車と量産車では内外の仕様に相違点がある。

### 車体
普通鋼製で、振り子装置で傾斜させた際に車両限界を超えないよう、車体断面形状は卵形に大きく絞られている。塗装はアースベージュを基本に、車体腰部にグレースパープル■の帯、その上にフューチャーバイオレット■の帯を配している。

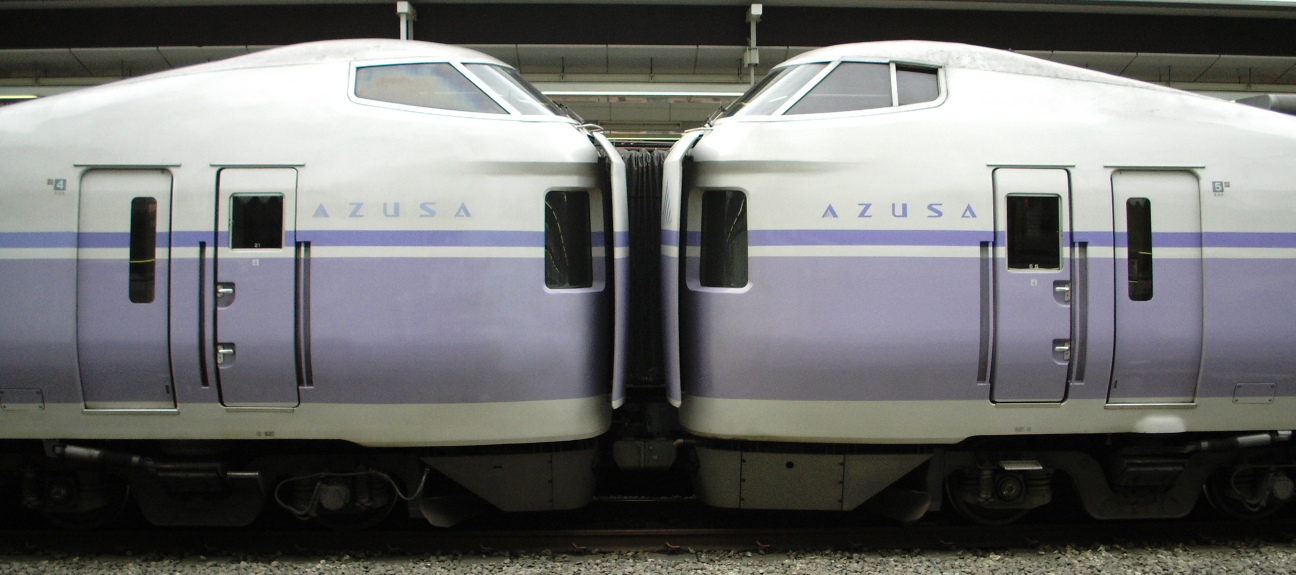
E351系付属編成と基本編成の連結部

運転室は踏切事故の際の運転士の保護を理由に651系に準じた高運転台構造となっている。非貫通構造の先頭車前面にはLED式のヘッドサインが設置され、標識灯は651系と同様ヘッドサイン内に収められている。本系列で は走行中の編成間の移動を可能とするために、基本編成と付属編成を連結した際に中間となる先頭車にはプラグドア式の貫通扉が設置され、連結部分の通り抜けが可能な自動幌装置を搭載した。貫通型の先頭車は、前照灯・標識灯の縦型コンビネーションランプが左右に振り分けられ、非貫通型と意匠が大きく異なる。側面の行先表示器は字幕式となっている。
客用ドアは183系、189系電車と同様に各車両の両端2箇所に設置されており、乗降時分の短縮を図っていた。屋根上の機器はパンタグラフと空調装置の熱交換器など、最小限に削減された。熱交換器のカバーは量産先行車は肩が丸いタイプだが、量産車では角ばったものとなっていた。また、量産先行車では熱交換器脇のランボードが大きく張り出していた。
S4編成＋S24編成先頭車の排障器は2010年9月に換装され、他の編成も換装された。

### 車内
振り子式車両であることから、車内の断面は上方に向かって絞られ、床面高さ・着座位置は一般車に比べ低い。
普通車は前後間隔（シートピッチ）970mmのリクライニングシートを2＋2列配置で装備した。量産先行車では座席下部は塞がれ、座席上の荷物棚の下には蛍光灯を装備した。量産車では座席下部を開放し、荷物棚下の蛍光灯は省略された。座席背面にはカップホルダーとゴム式（一部車両は網）のマガジンラックを備えた。背面テーブルは装備されず、肘掛け内に収納した。グリーン車ではシートピッチ1,160mmのリクライニングシートを2＋2列配置で設け、各座席にはシートヒーター・上下可動式の枕を備えた。肘掛け内蔵式テーブルを備えたほか、量産車では座席背面テーブル・フットレストを追加装備した。座席表地の配色は、量産先行車は茶系、量産車は紫系を使用したが、のちに紫系に統一された。
内装は量産先行車と量産車で若干変更されており、天井のデザインなどが異なっていた。2007年3月18日からは全車禁煙とされ、喫煙車両のデッキ部にあった灰皿は撤去された。
客室内の出入り口上、前後2箇所にLED式の車内案内表示器を備え、AM/FMラジオ電波を輻射していた。一部車両には自動販売機・テレホンカード式公衆電話・スキー板などの長尺物を置くことができる荷物置場を装備していた。自動販売機は2008年4月1日に使用を中止した。
空調装置は、室外機を床下に置き、熱交換器を屋根上に設置するセパレート式となっていた。内気の吸入は車両中央の天井から行い、吹き出し口は室内蛍光灯付近に連続的に設置されていた。これは量産先行車と量産車で仕様が異なっていた。また、寒冷地の走行に対応するため暖房装置は強化されていた。
トイレは洋式と男性小用トイレを備えており、汚物処理装置は真空式である。量産先行車は登場当初、循環式であったが1996年に真空式へと改造された。
運転台の主幹制御器は左手操作ワンハンドル式が採用された。運転台にはさらに2基のモニタ装置を備え、車両の状況と運行情報の両方を表示可能だった。保安装置はATS-PとATS-Psを併設した。以前はATS-PとATS-SNを搭載していたが、後にATS-SNはATS-Psへ変更された。

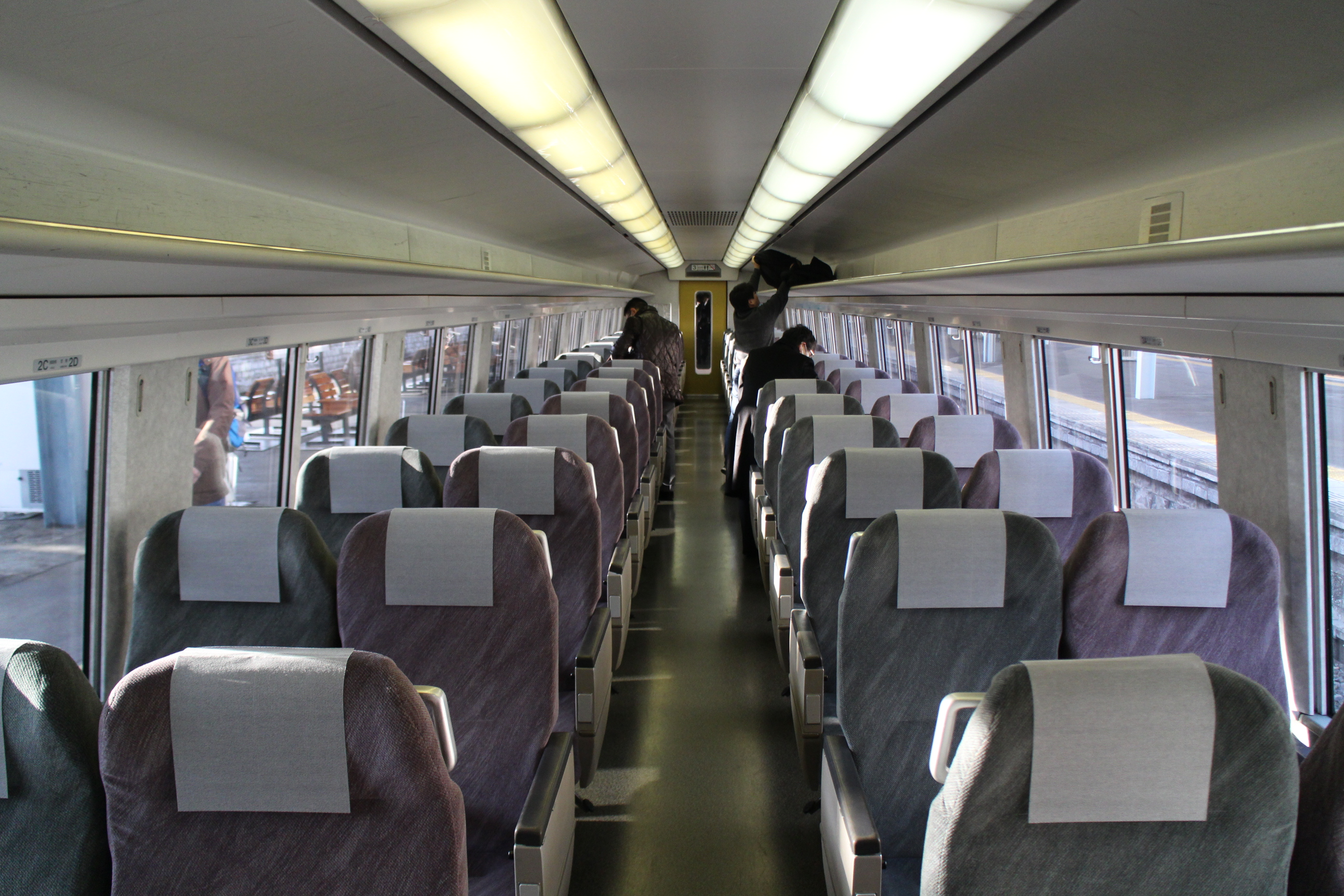
普通車
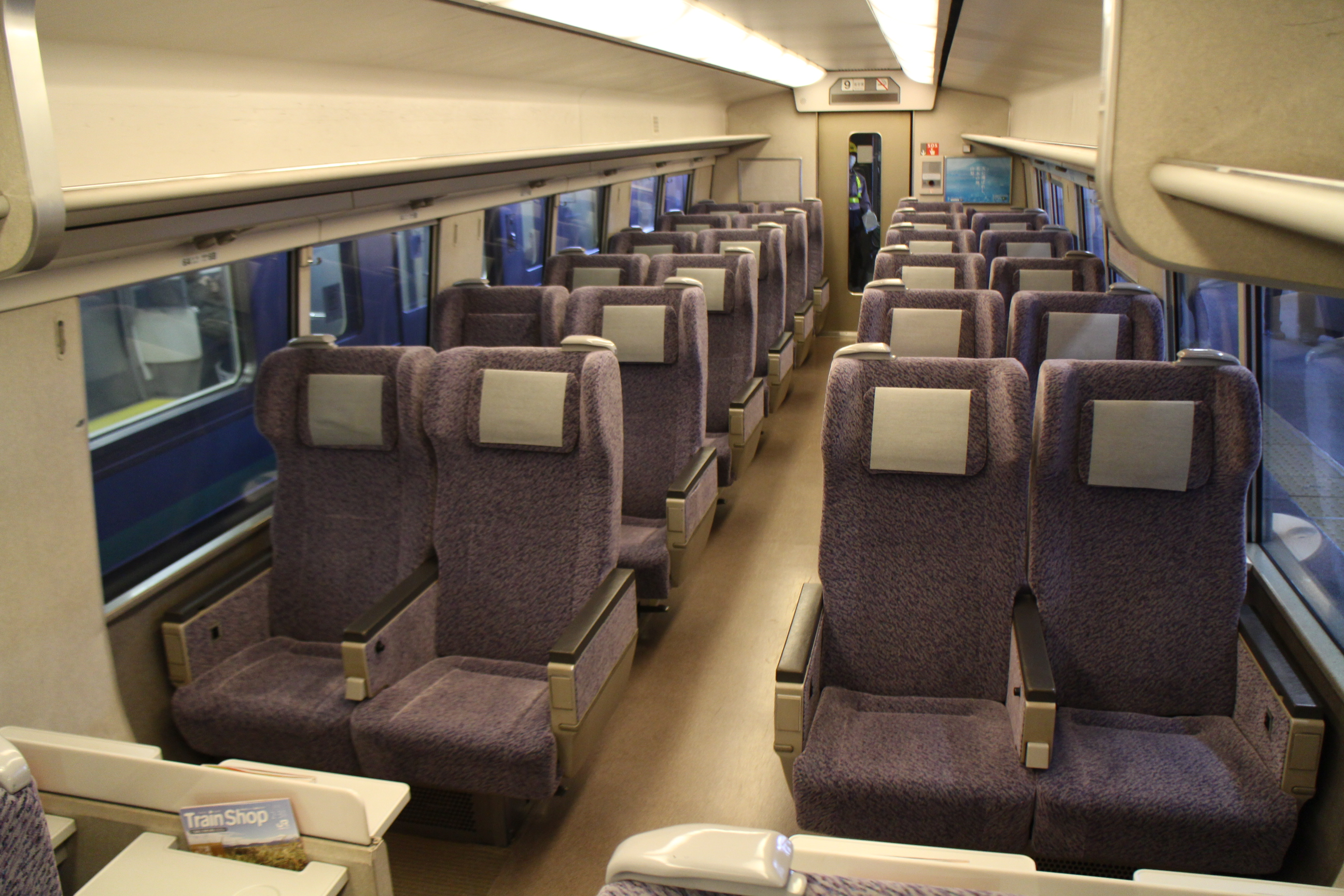
グリーン車
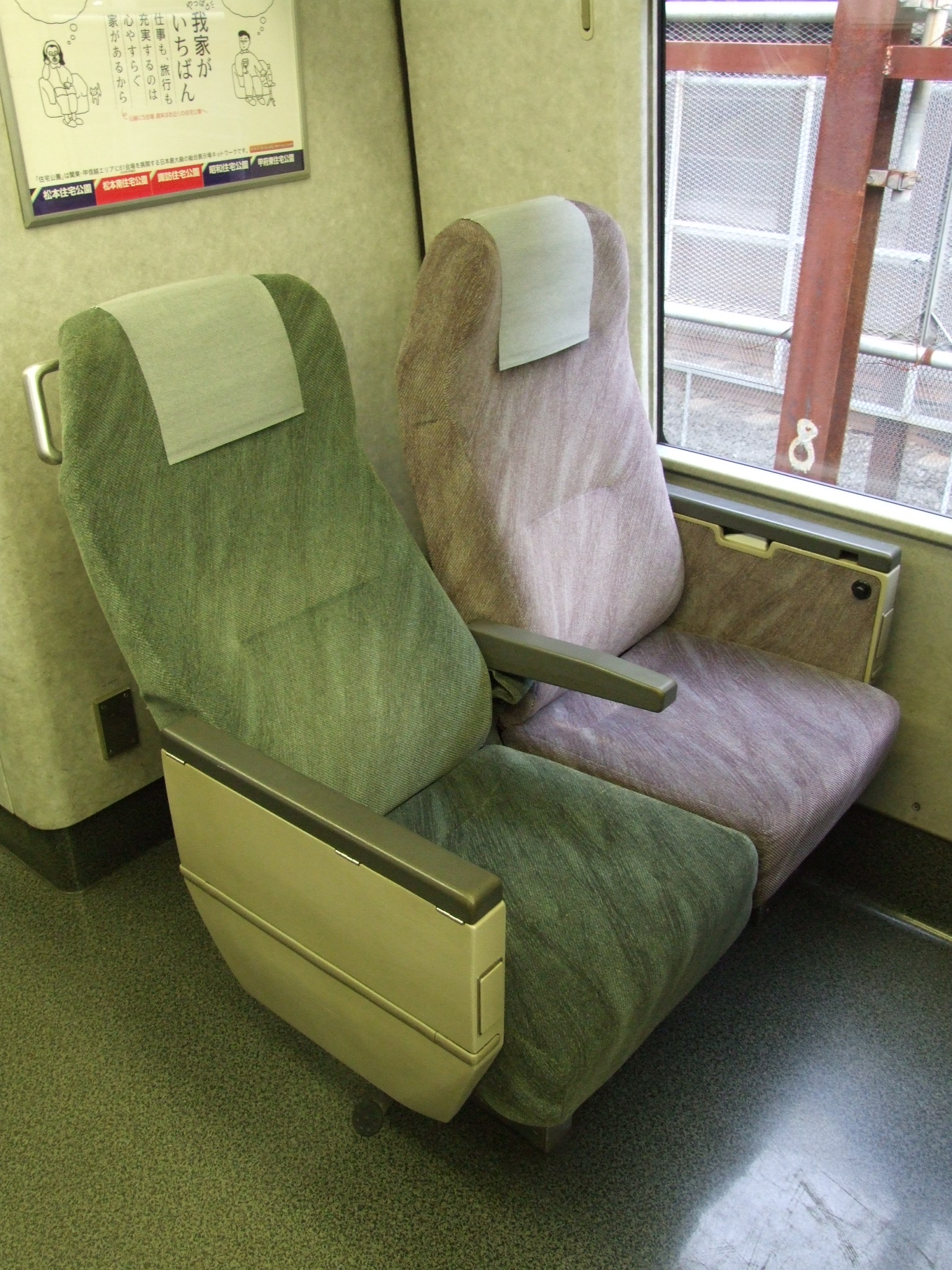
普通車座席
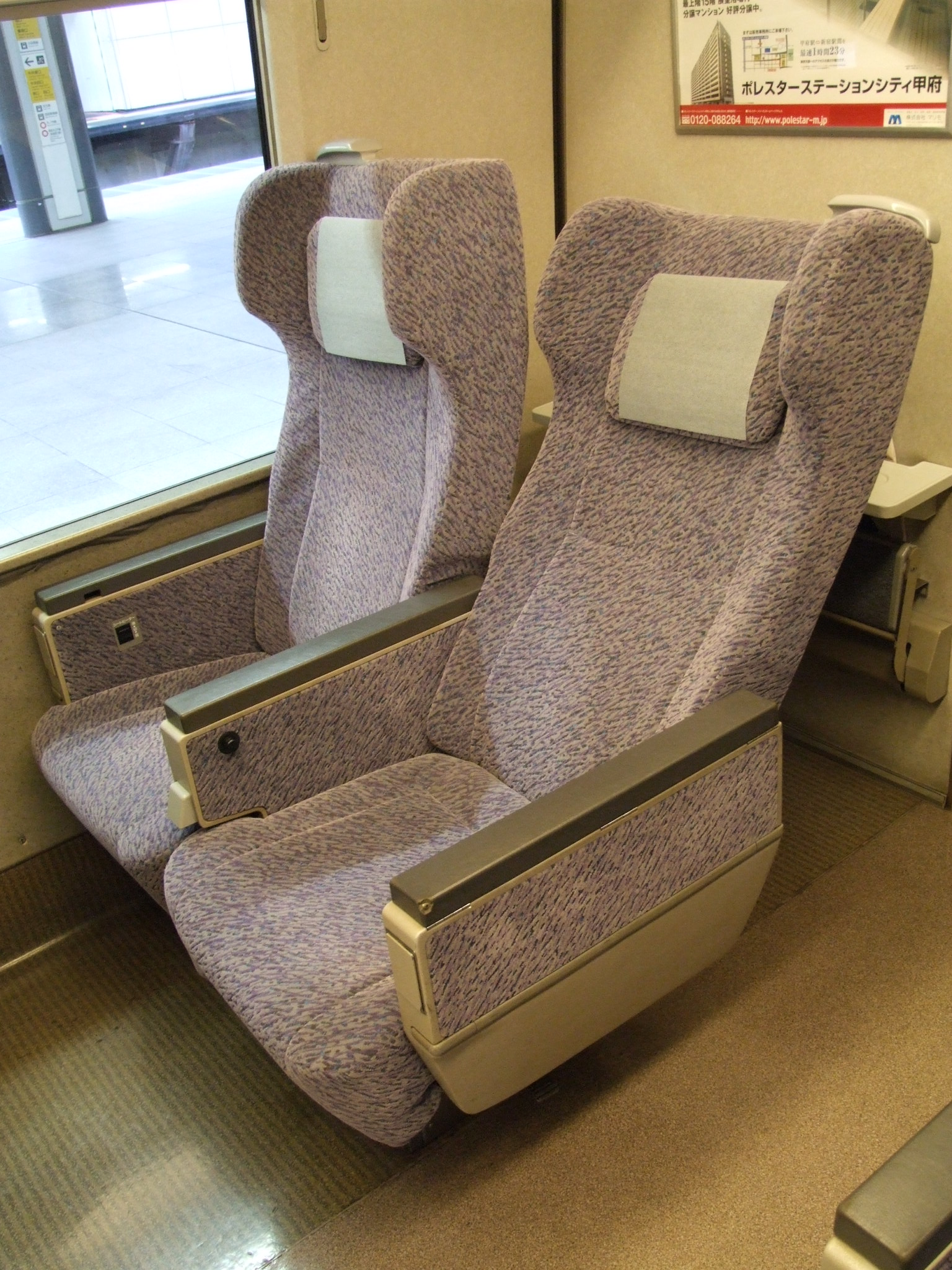
グリーン車座席

### 機器類
VVVFインバータ装置により電動車（M車）1両に4個装着されている定格出力150kWのかご形三相誘導電動機を駆動する。VVVFインバータ装置は日立製作所製および東洋電機製造製で、使用される半導体素子は量産先行車では逆導通GTOサイリスタ（4,500V - 2,300A）であったが、量産車はIGBT（3レベル）に変更された。12両編成中の電動車と付随車（T車）の構成（MT比）は電動車を6両組成する6M6Tである。制御装置筐体は寒冷地仕様で、耐寒耐雪構造となっている。
補助電源装置は東洋電機製造製のGTOサイリスタを使用した昇降圧チョッパ式静止形インバータ（SIV・定格出力190kVA）を採用した。
集電装置は軽量なシングルアーム式のPS31A形を搭載した。屋根上に直接搭載せず、車体内を通るワイヤで台車枠と直結した可動式の支持台に搭載されていた。これは、地上架線設備の対応工事を行わずとも曲線で車体を傾斜させてもパンタグラフの架線からの逸脱を防ぐための機構で、車体傾斜時でもパンタグラフと架線の位置関係が変わらないものだった。ちなみに量産先行車は菱形パンタグラフのPS26C形を採用していたが、後にシングルアームパンタグラフのPS31A形に変更された。
振子装置は曲線通過時の車体傾斜をコンピュータ制御する「制御付自然振子式」を採用した。これは、車上のコンピュータにあらかじめ路線の情報を入力し、ATS地上子の位置情報を利用して適切な位置で傾斜を行うものであった。台車の振り子機構自体は381系同様のコロ式であるが、車体傾斜を曲線通過時の遠心力のみに頼る「自然振子方式」の同系列に比べて「振り遅れ」と「揺り戻し」が抑えられ、乗り心地を改善していた。車体の傾斜角度は約5度で、半径600mの曲線で本則+25km/hの走行が可能であった。振子装置は八王子 - 大糸線信濃大町間で使用し、それ以外の区間では振子機能を停止して走行した。後に大糸線内では振子機能は使用しなくなり、八王子 - 松本間での使用に限られた。
台車は量産先行車はDT62形（電動車）TR247形（付随車）、量産車はDT62A形（電動車）TR247A形（付随車）で、いずれも枕ばねに空気ばねを用いたボルスタレス台車で、制御付自然振子装置を装着した。床面高さを下げるため車輪径を小さくし、810mmとしている。蛇行動を抑え高速走行時の安定性を確保するため、ヨーダンパも装着されていた。基礎ブレーキ装置にはディスクブレーキを使用した。
ブレーキ装置は、列車密度の少ない区間での回生失効を考慮し、回生・発電ブレンディングブレーキ併用電気指令式空気ブレーキを採用している。量産先行車の落成時は発電ブレーキは装備されていなかったが、1996年に行われた改造の際に追加された。量産先行車では、電動車の床下スペースに余裕がないことから、バックアップ抵抗器は隣接する付随車に搭載していた。他のJR東日本の新系列特急車と同様に、定速走行装置・抑速ブレーキを備えていた。
ミュージックホーンは255系と同じタイプが搭載されている。

## 編成表

### 0番台量産先行車
|          | ← 東京・新宿松本・南小谷 → |              |              |              |              |                |                |                |                |              |              |              |
| 基本編成 | 基本編成                   | 基本編成     | 基本編成     | 基本編成     | 基本編成     | 基本編成       | 基本編成       | 付属編成       | 付属編成       | 付属編成     | 付属編成     |              |
| 号車     | 1                          | 2            | 3            | 4            | 5            | 6              | 7              | 8              | 9              | 10           | 11           | 12           |
| 形式     | クハ E351 -100             | モハ E351 -0 | モハ E350 -0 | サハ E351 -0 | サロ E351 -0 | モハ E351 -100 | モハ E350 -100 | クハ E351 -200 | クハ E351 -300 | モハ E351 -0 | モハ E350 -0 | クハ E351 -0 |

### 1000番台
|          | ← 東京・新宿松本・南小谷 → |                 |                 |                 |                 |                 |                 |                 |                 |                 |                 |                 |
| 付属編成 | 付属編成                   | 付属編成        | 付属編成        | 基本編成        | 基本編成        | 基本編成        | 基本編成        | 基本編成        | 基本編成        | 基本編成        | 基本編成        |                 |
| 号車     | 1                          | 2               | 3               | 4               | 5               | 6               | 7               | 8               | 9               | 10              | 11              | 12              |
| 形式     | クハ E351 -1100            | モハ E351 -1000 | モハ E350 -1000 | クハ E351 -1200 | クハ E351 -1300 | モハ E351 -1000 | モハ E350 -1100 | サハ E351 -1000 | サロ E351 -1000 | モハ E351 -1100 | モハ E350 -1000 | クハ E351 -1000 |

### 0番台量産車
|          | ← 東京・新宿松本・南小谷 → |              |              |                |                |              |                |              |              |                |              |              |
| 付属編成 | 付属編成                   | 付属編成     | 付属編成     | 基本編成       | 基本編成       | 基本編成     | 基本編成       | 基本編成     | 基本編成     | 基本編成       | 基本編成     |              |
| 号車     | 1                          | 2            | 3            | 4              | 5              | 6            | 7              | 8            | 9            | 10             | 11           | 12           |
| 形式     | クハ E351 -0               | モハ E351 -0 | モハ E350 -0 | クハ E350 -100 | クハ E351 -100 | モハ E351 -0 | モハ E350 -100 | サハ E351 -0 | サロ E351 -0 | モハ E351 -100 | モハ E350 -0 | クハ E350 -0 |

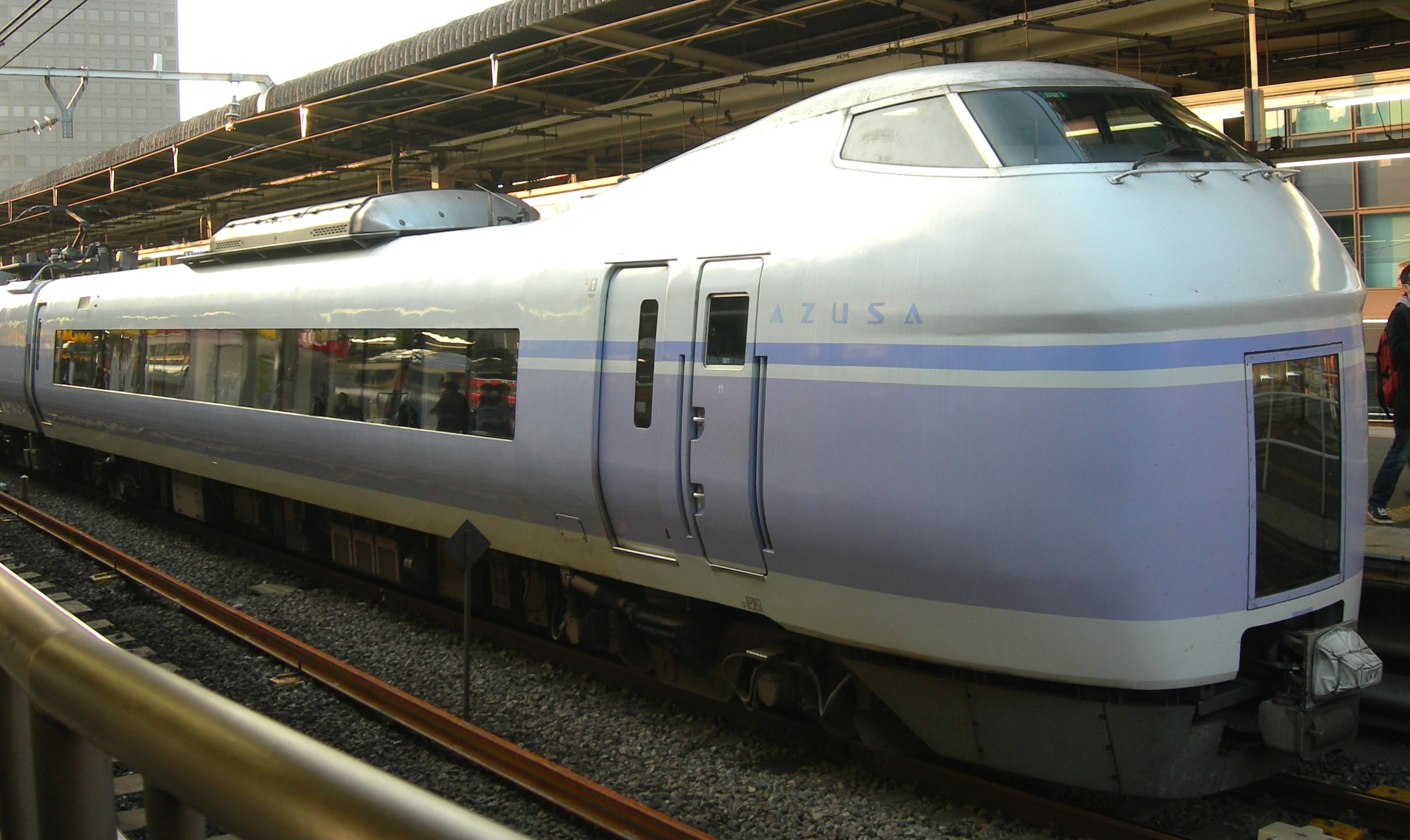
クハE351-1101
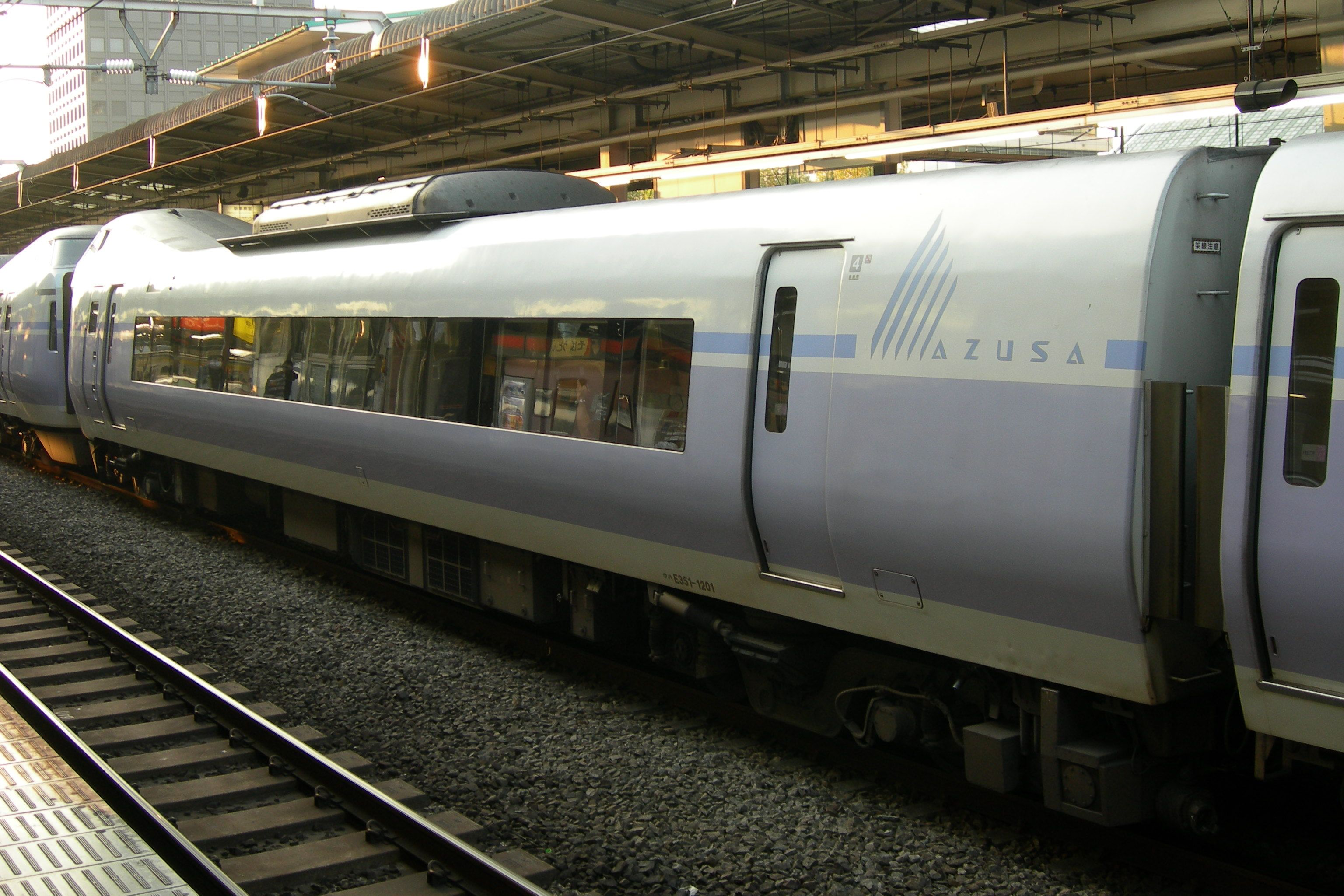
クハE351-1201
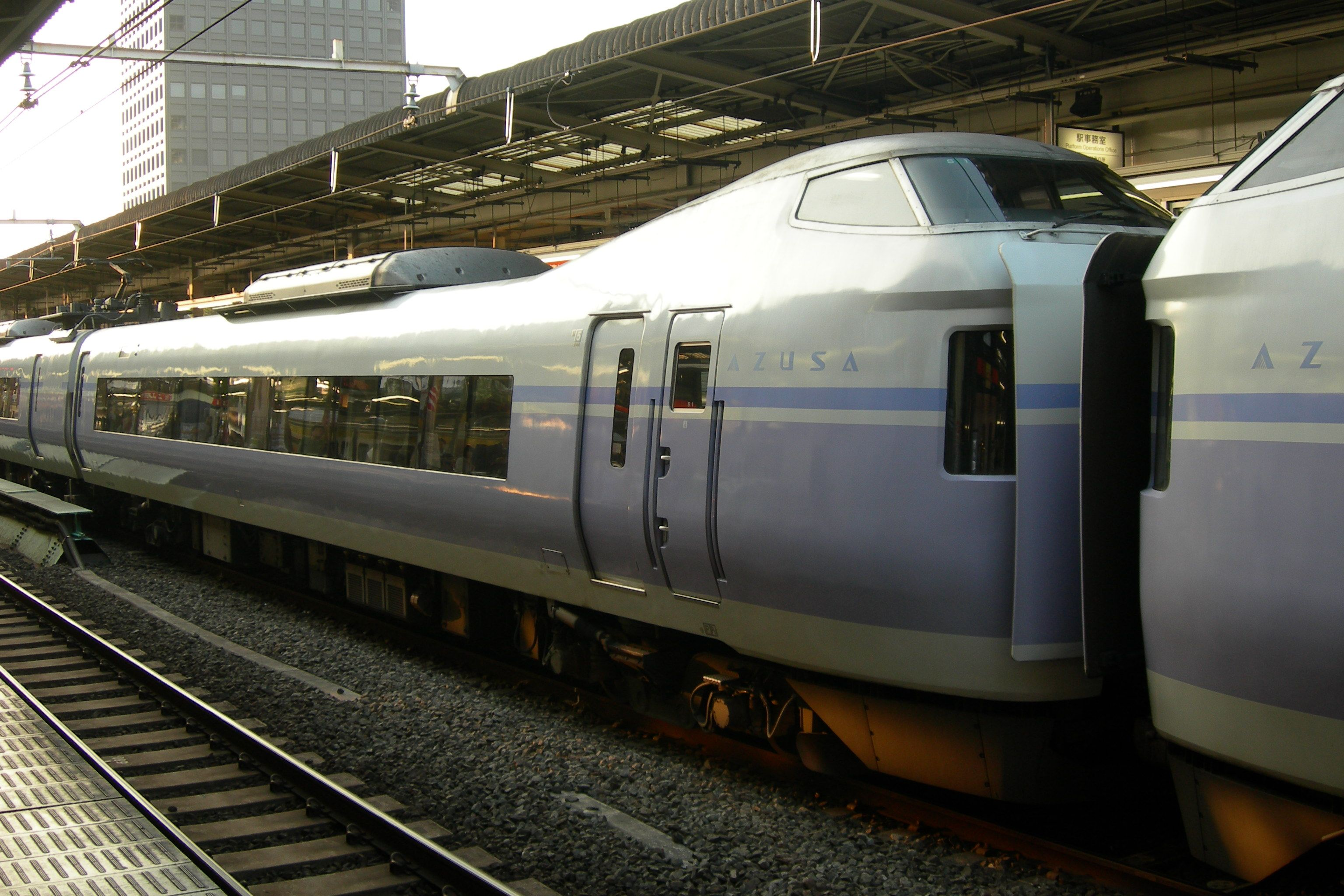
クハE351-1302
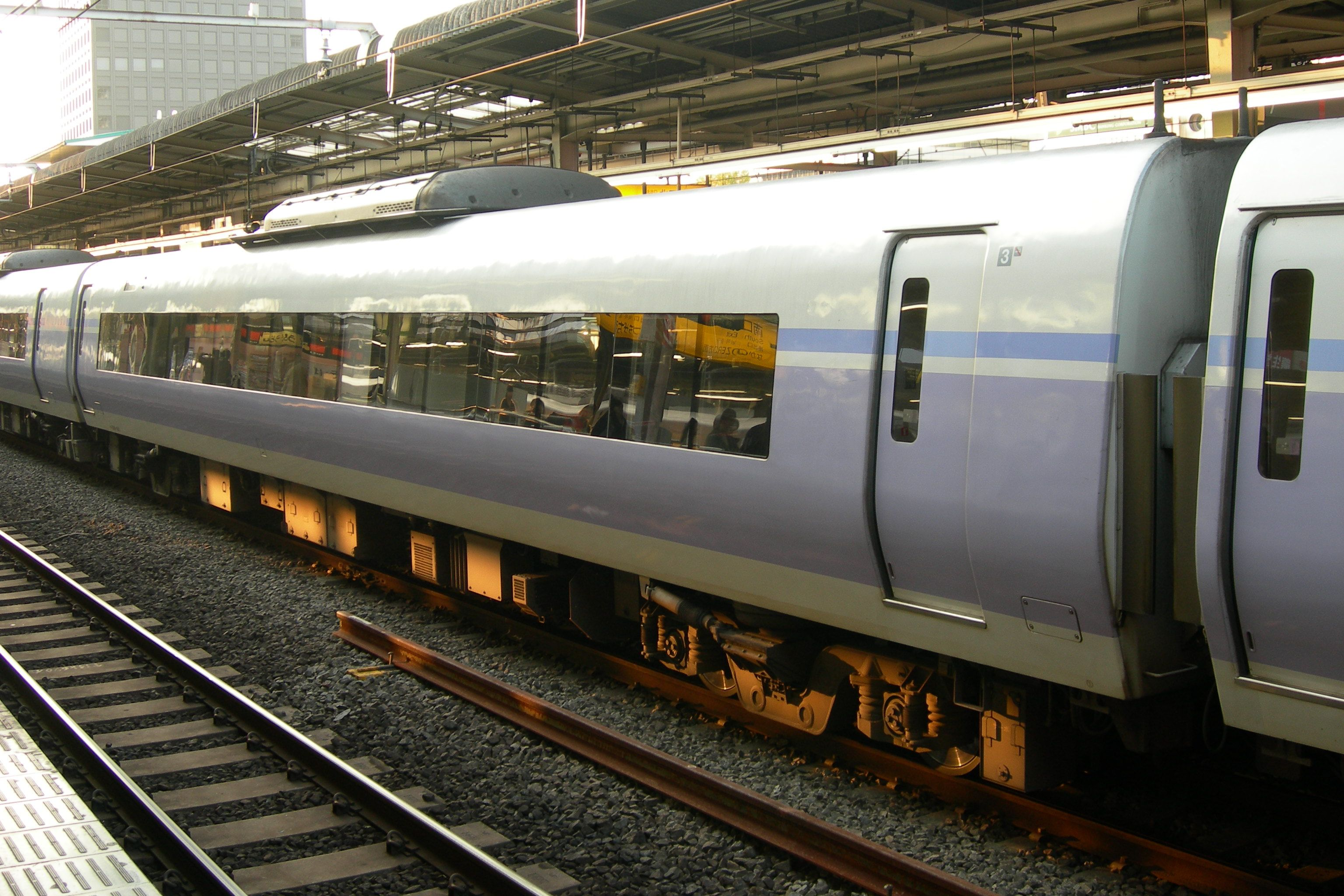
モハE350-1001
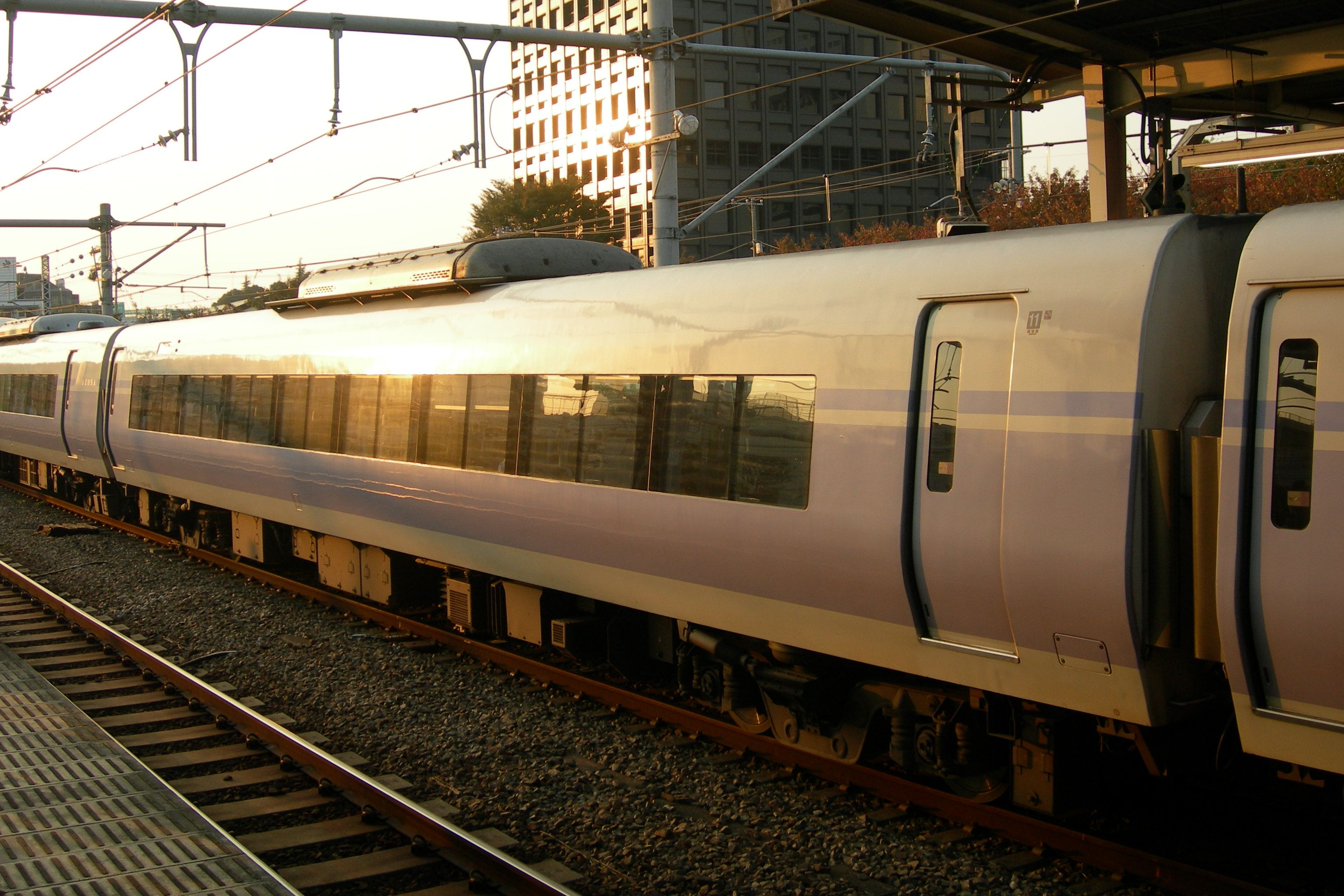
モハE350-1002
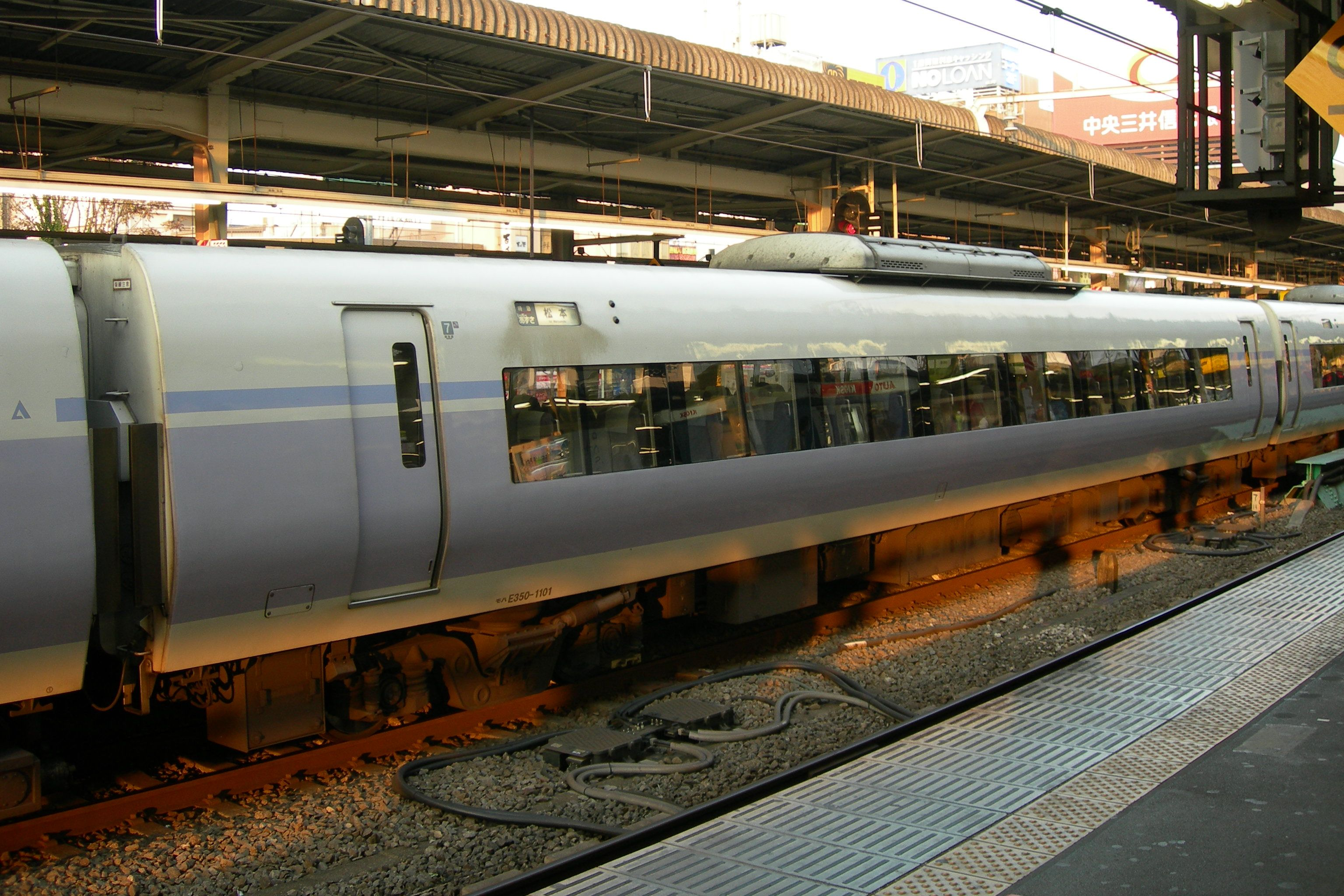
モハE350-1101
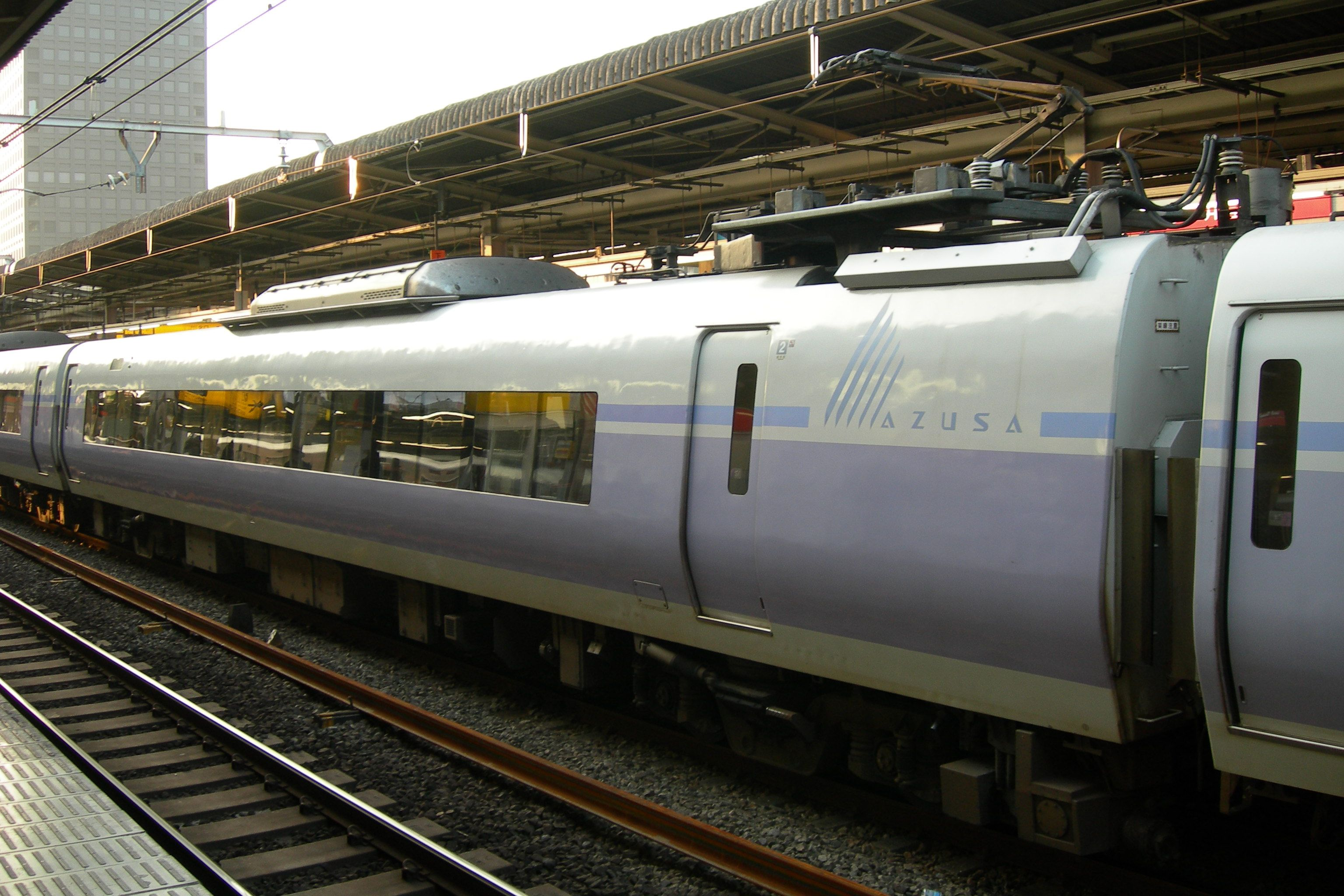
モハE351-1001
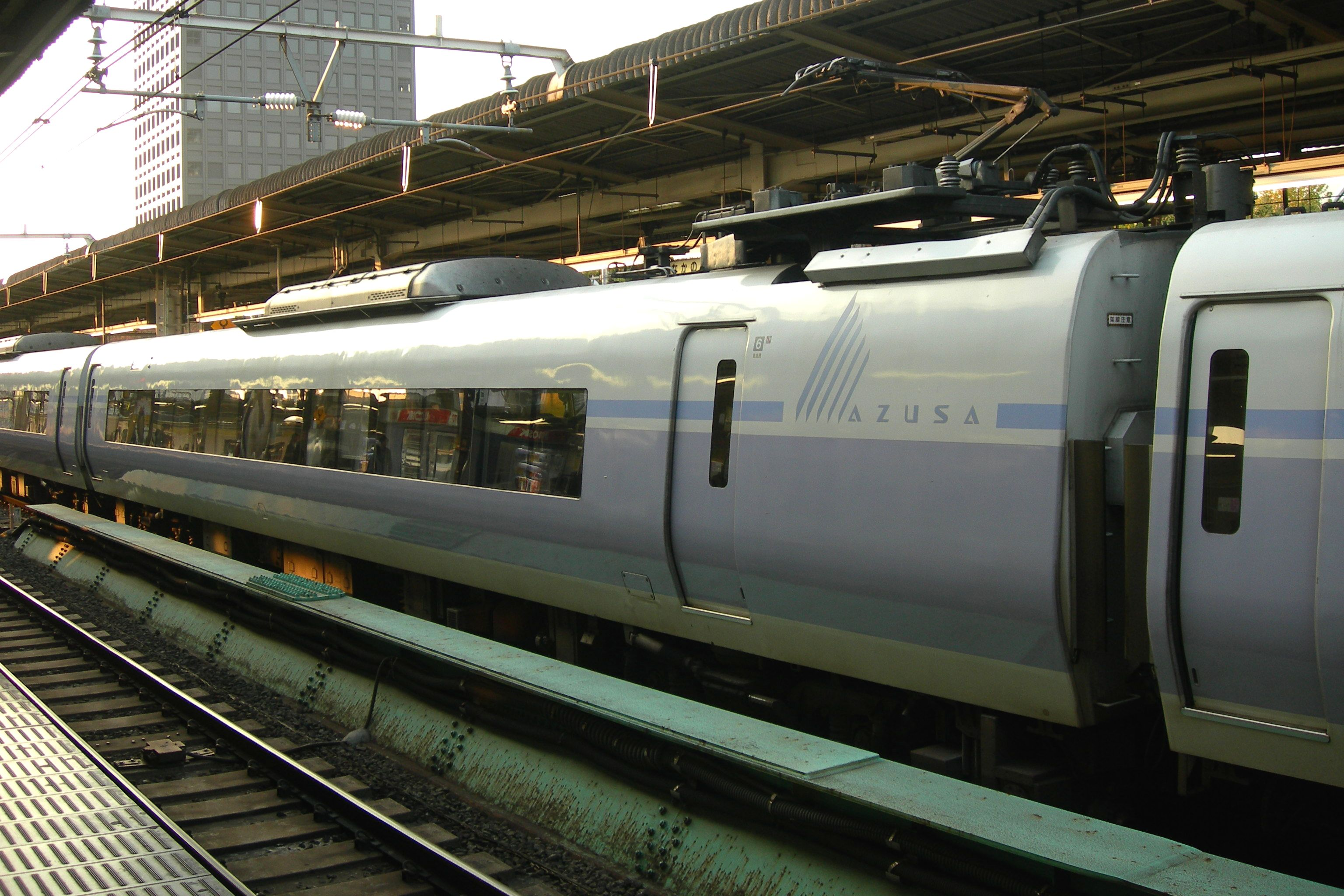
モハE351-1002
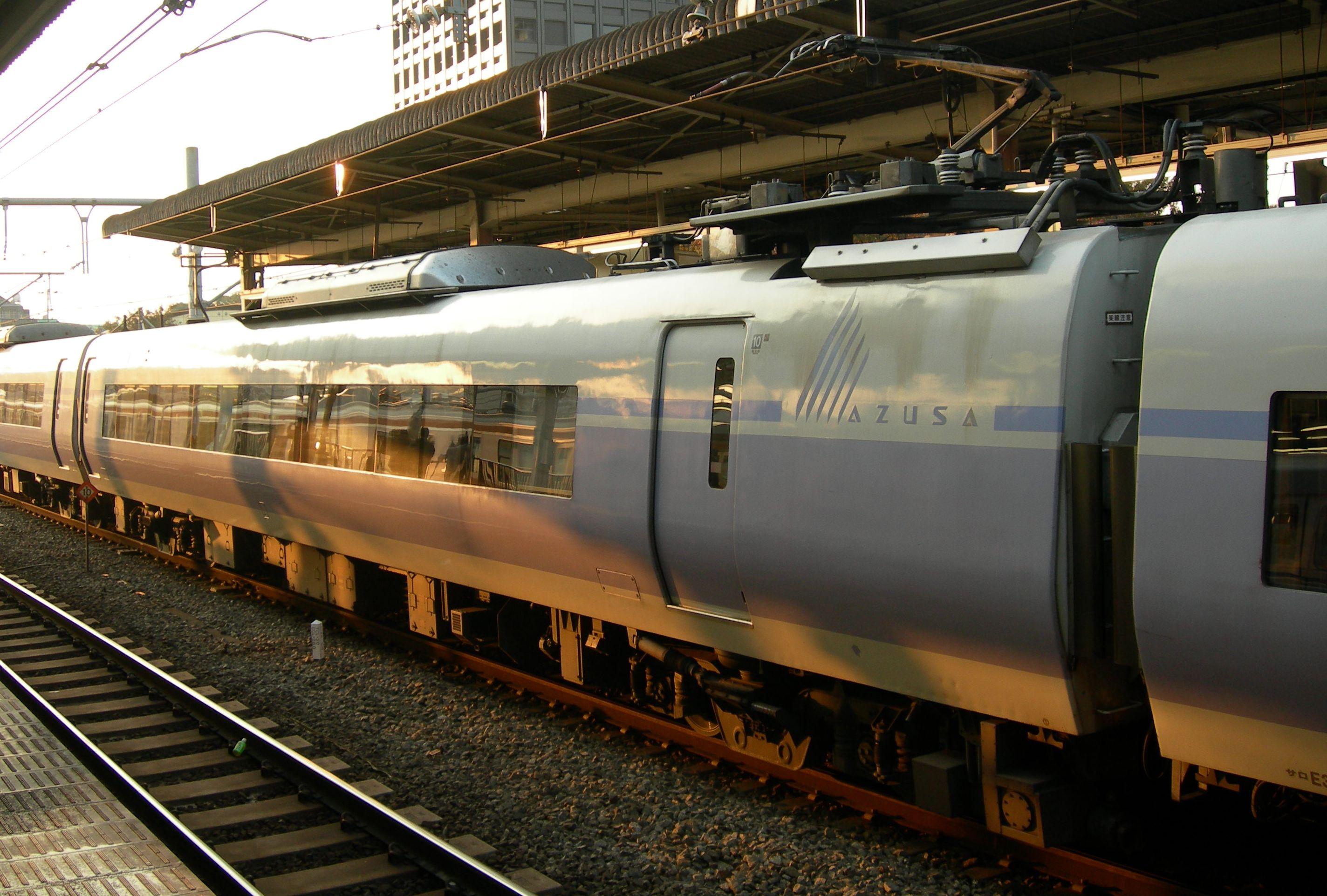
モハE351-1101
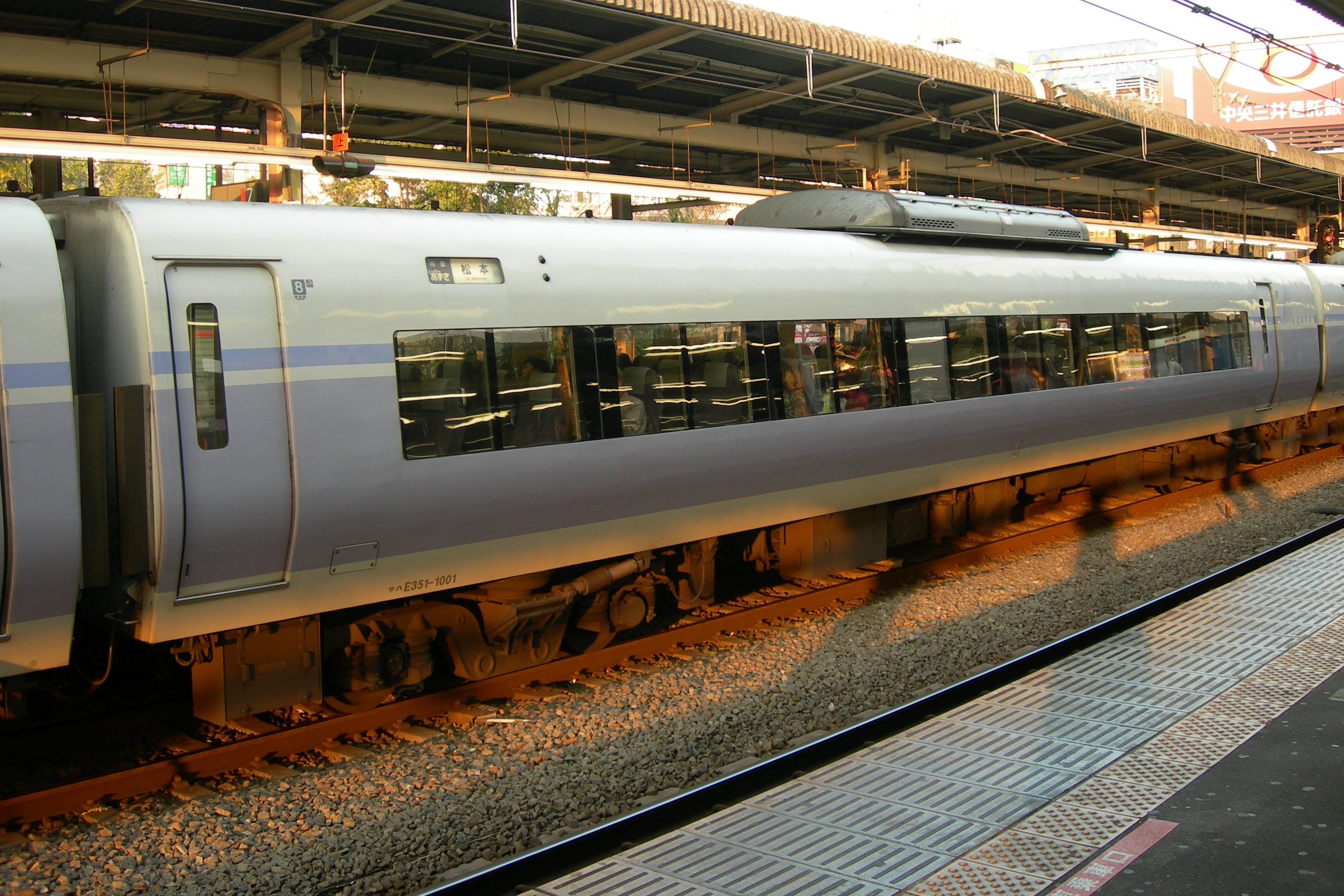
サハE351-1001
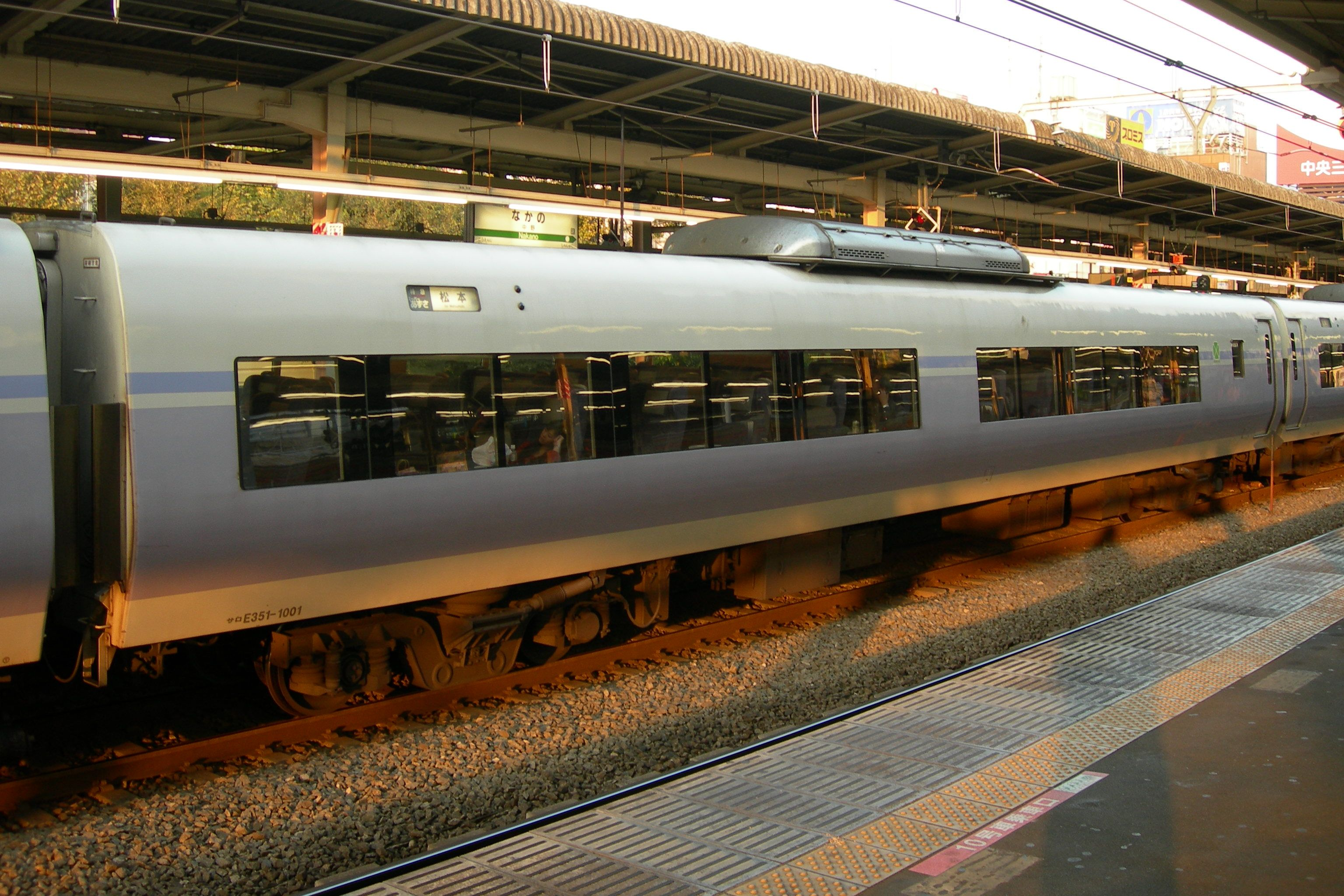
サロE351-1001

## 車歴表
- 製造…日車：日本車輌製造、日立：日立製作所笠戸事業所
- 所属…松本：松本車両センター
- 改造所…長野：長野総合車両所、日車：日本車輌製造

## 運用
1993年（平成5年）12月23日に臨時「あずさ」で営業運転を開始し、翌1994年（平成6年）12月3日から振り子機構を作動させ、「スーパーあずさ」に導入された。量産先行車の落成当初、大糸線には付属編成が乗り入れていたが、その後基本編成が乗り入れるように改められた。落成当初は南小谷方が付属編成であったが、1994年夏に東京方が付属編成に変更された。
1997年（平成9年）10月12日、S3+S23編成による「スーパーあずさ」が大月駅を通過中、信号を無視して本線に進入してきた入換中の201系電車に衝突して脱線転覆し、S3編成のうち損傷の激しかった5両が解体された（→大月駅列車衝突事故も参照）。本件事故後の処理は、廃車手続きをせず代替の車体を日立製作所で新造し、この車体に使用可能な部品を整備のうえ取り付け、原番号で復旧した。なお、復旧までの期間の編成不足を補うため、北陸新幹線（長野新幹線）の先行開業に伴い余剰となっていた「あさま」用の189系11両編成を、塗装変更を行わずに投入した。
2008年（平成20年）3月14日までは間合い運用として東海道本線の「おはようライナー新宿」・「ホームライナー小田原」にも充当されていた。藤沢・茅ケ崎の両駅では貨物線のライナー専用ホームに停車していたが、有効長は10両編成分であるため、1 - 3号車の客用ドアは締切扱いとなっていた。そして、同年3月17日からは「中央ライナー」に充当されるようになった。
2008年8月15日に夜行快速の「ムーンライト信州」92号に充当され、2009年も同列車に使用されている。
2010年（平成22年）3月まで朝の「スーパーあずさ」6号が信濃大町始発として設定されていたが、同月のダイヤ改正で松本始発に変更されたため、大糸線での定期列車の運行は消滅した。
2014年（平成26年）、JR東日本は構造が複雑で保守費用の嵩む振り子電車を淘汰する方針を表明し、後継車E353系を新造することを発表した。E353系は2017年（平成29年）12月23日から営業運転を開始し、スーパーあずさ8往復のうち4往復がE353系に置き換えられた。
2018年3月17日のダイヤ改正で「スーパーあずさ」全列車がE353系に統一され、本形式は「スーパーあずさ」の運用を終了した。また、「中央ライナー」の運用も終了し、E257系に統一された。その後、同年4月7日に行われた「ありがとうE351系 松本〜新宿ラストランの旅」をもって全ての営業運転を終了した。

2017年12月24日付でS2＋S22編成とS5＋S25編成が廃車となった。2018年4月4日付でS1＋S21編成が、4月8日付でS3＋S23編成とS4＋S24編成がそれぞれ廃車され同社から振り子電車が消滅した。廃車後は全車両が解体され現存しない。

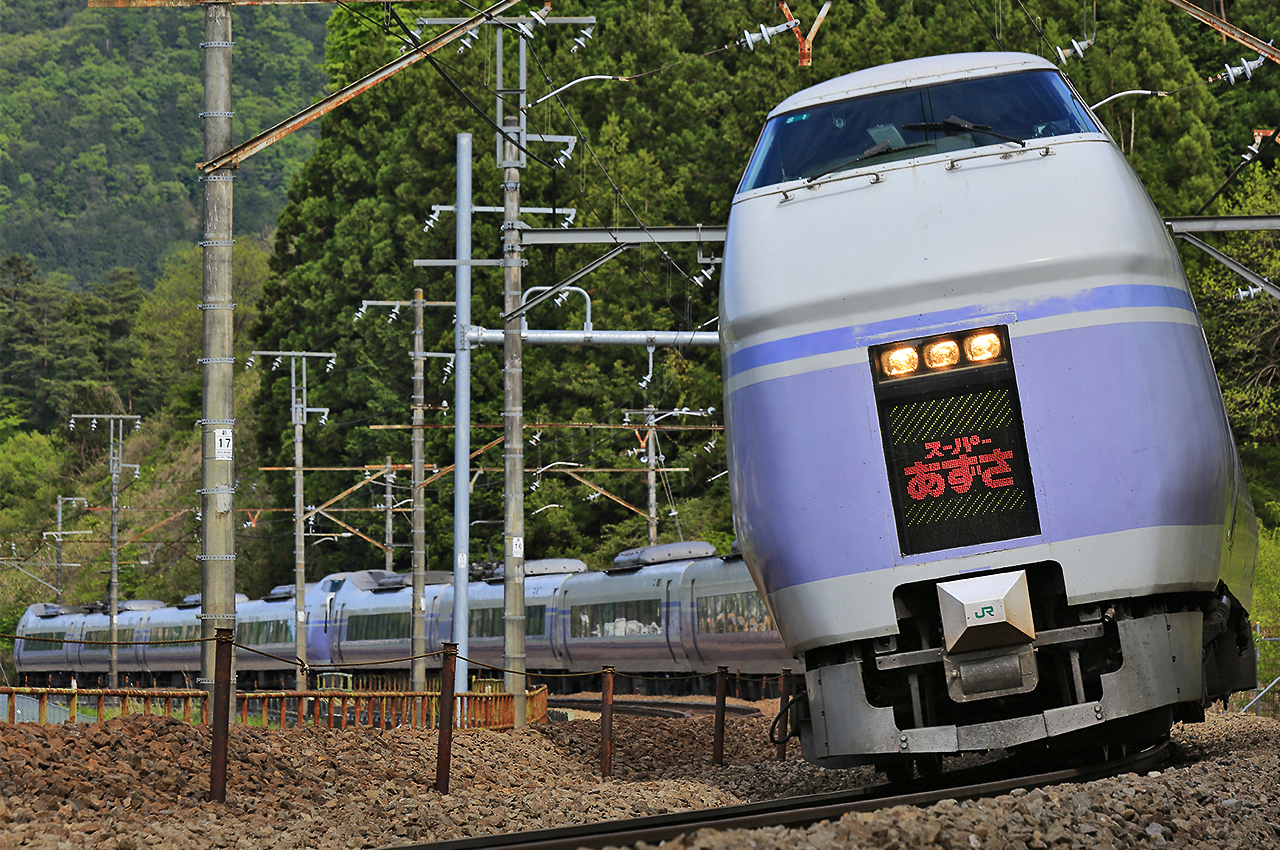
「スーパーあずさ」で運用されるE351系（2017年5月4日）
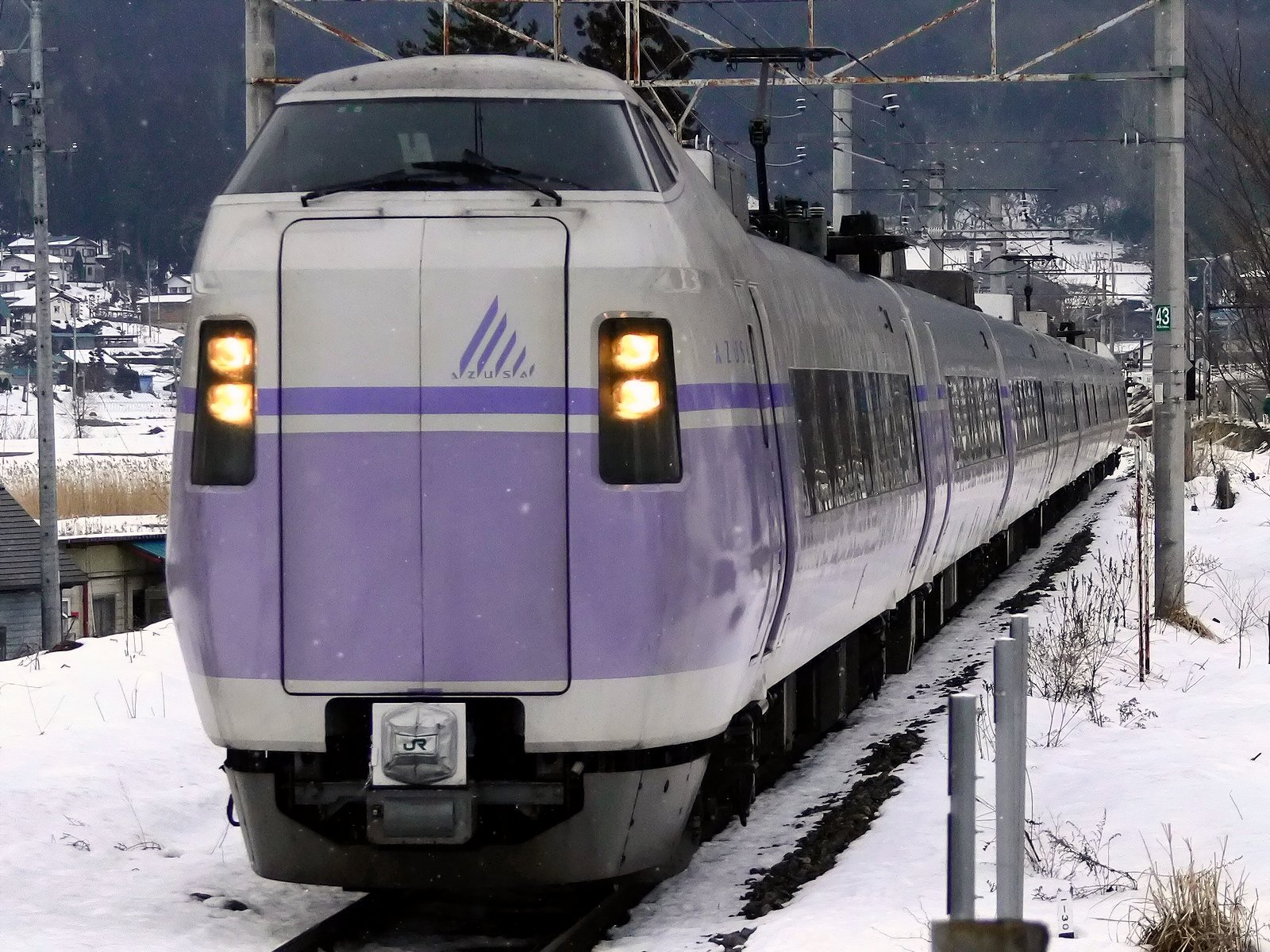
貫通型先頭車を前に大糸線を走行するE351系（2007年1月18日）
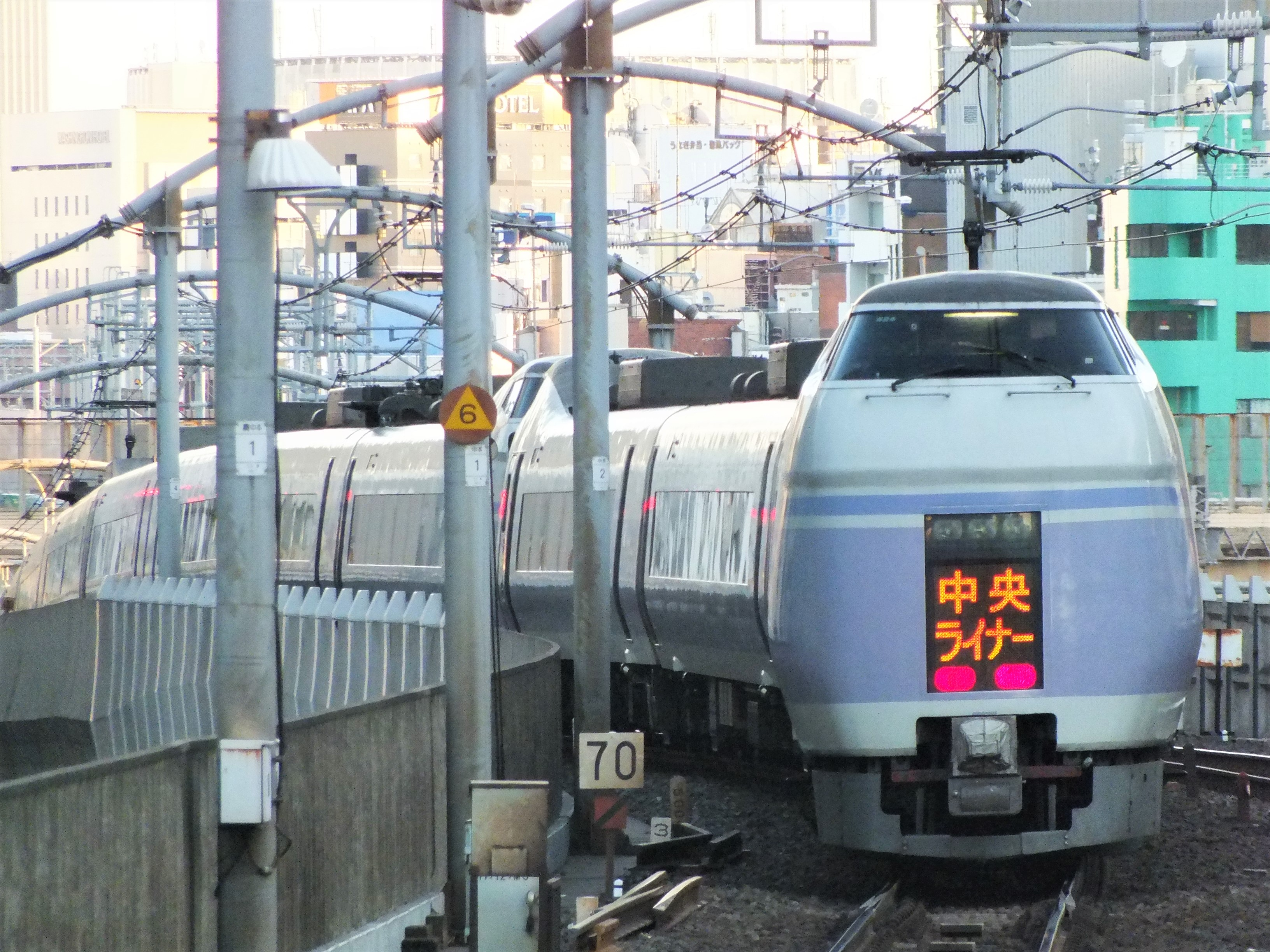
中央ライナーで運用されるE351系（2018年1月26日）
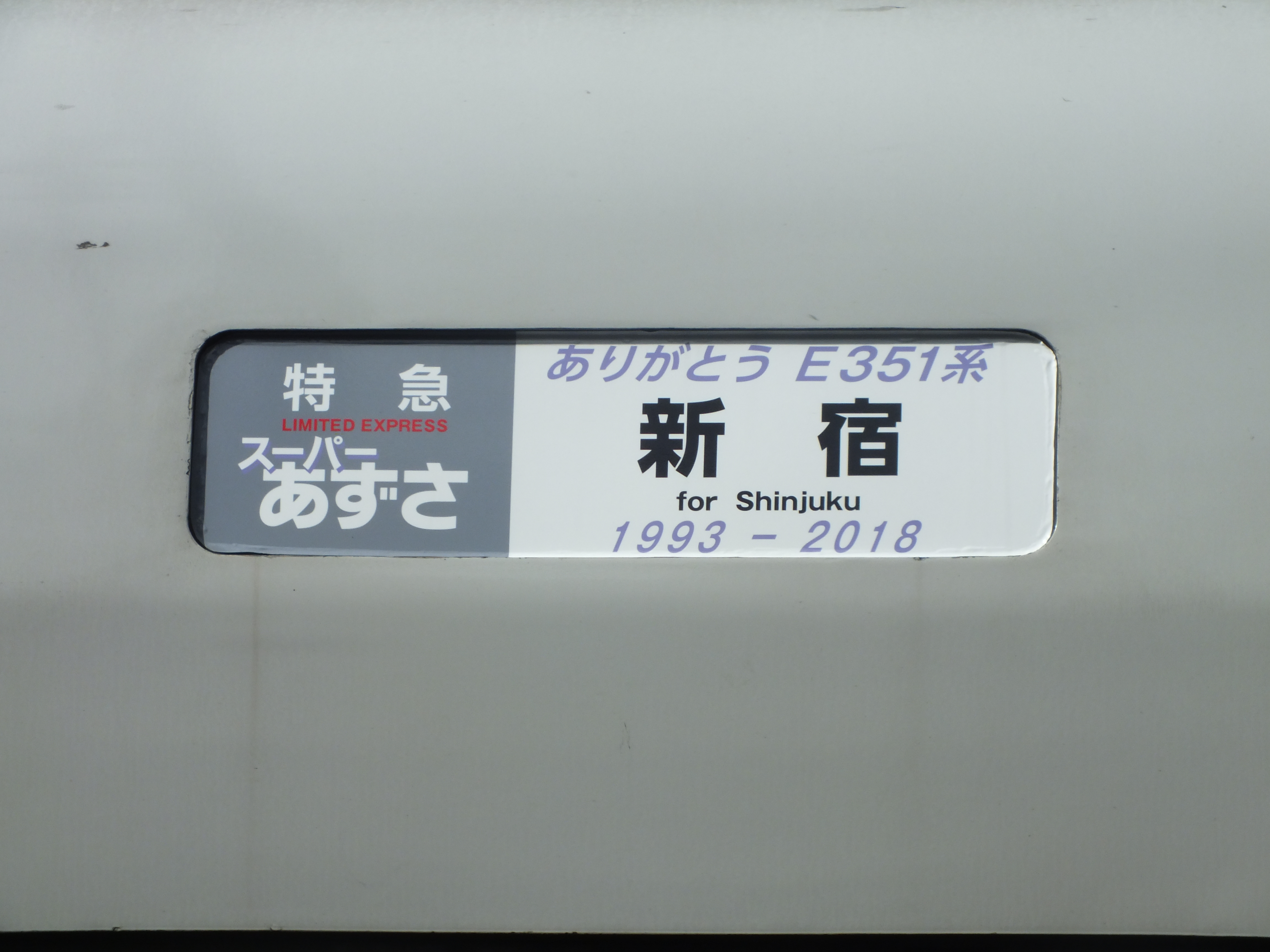
さよなら運転用の方向幕ステッカー